# 차오신
차오신(중국어 간체자: 乔欣, 정체자: 喬欣, 병음: Qiáo Xīn, 한자음: 교흔, 1993년 11월 23일 ~ )은 중국의 배우이다. 헤이룽장성 하얼빈시에서 태어났으며 중앙희극학원을 졸업했다.

## 방송
- 평범적영요
- 랑야방지풍기장림
- 환락송 2
- 환락송
- 랑야방
- 언어부